# Takashi Miyazawa
Takashi Miyazawa (宮澤 崇史?, Miyazawa Takashi; Nagano, 27 febbraio 1978) è un ex ciclista su strada giapponese, professionista dal 2003 al 2014, campione asiatico in linea nel 2007.

## Palmarès
- 2006

4ª tappa Tour du Siam
1ª tappa Tour de Hokkaido
Tour de Okinawa
- 2007

1ª tappa Tour of Japan
Campionati asiatici, Prova in linea
Tour de Okinawa
- 2008

Classifica generale Tour de Hokkaido
- 2009

1ª tappa Tour de Hokkaido
5ª tappa Tour de Hokkaido
Classifica generale Tour de Hokkaido
- 2010

3ª tappa Tour de Taiwan
4ª tappa Tour de Taiwan
Prologue Tour de Kumano
Campionati giapponesi, Prova in linea
2ª tappa Vuelta Ciclista a León
Kumamoto International Road Race

## Piazzamenti

### Competizioni mondiali
- Campionati del mondo

Stoccarda 2007 - In linea Elite: ritirato
Copenaghen 2011 - In linea Elite: 30º
Limburgo 2012 - In linea Elite: 54º
- Giochi olimpici

Pechino 2008 - In linea: 85º